# Hans Asperger
Johann Friedrich Karl Asperger, detto Hans (Vienna, 18 febbraio 1906 – Vienna, 21 ottobre 1980), è stato un pediatra austriaco.

## Biografia
Nacque in una fattoria, appena fuori Vienna. Maggiore di due figli, in gioventù mostrò particolare talento per la letteratura e spesso citava Franz Grillparzer. Ebbe difficoltà a fare amicizia ed ebbe un'infanzia solitaria. Asperger studiò Medicina all'Università di Vienna e praticò presso l'ospedale universitario. Gli venne conferito il dottorato nel 1931 e assunse la direzione del reparto di pedagogia infantile presso la clinica dei bambini dell'università di Vienna. Si sposò nel 1935 ed ebbe cinque figli. Con l'annessione dell'Austria da parte della Germania nazista, per Asperger si aprirono diverse opportunità di lavoro a seguito delle contemporanee restrizioni nei confronti degli specialisti colleghi di origine ebraica. In questo periodo, nonostante per anni si sia ritenuto che Asperger non fosse compromesso col regime in quanto non iscritto al partito nazista, il pediatra fu direttamente coinvolto nel programma di eugenetica nazista che comportò l'uccisione di numerose persone disabili.
Negli ultimi anni della seconda guerra mondiale servì come ufficiale medico in Croazia. Nel 1944, dopo la pubblicazione del suo saggio, che diventò il punto di riferimento per la descrizione dei sintomi dell'autismo, trovò un posto di ruolo presso l'Università di Vienna. Poco dopo la fine della guerra divenne direttore di una clinica pediatrica nella città. Ottenne la Cattedra di Pediatria presso l'Università di Vienna, posto che mantenne per i successivi vent'anni. In seguito lavorò a Innsbruck. Diventò professore emerito nel 1977.
Asperger morì prima che il suo modello di comportamento (poi battezzato "sindrome di Asperger", di cui egli stesso mostrava alcuni tratti) ottenesse ampio riconoscimento: i suoi scritti, infatti, essendo in lingua tedesca, non riuscirono ad avere adeguata diffusione. La prima persona ad usare il termine "sindrome di Asperger", è stata la ricercatrice britannica Lorna Wing. Nonostante nei decenni passati le scoperte di Asperger abbiano goduto di una certa fortuna, nell'ultima edizione del Diagnostic and Statistical Manual of Mental Disorders (DSM 5, 2013) la "sindrome di Asperger" non figura più, essendo stata sostituita dal "Disturbo dello spettro autistico".
Negli ultimi anni è stata documentata la partecipazione di Asperger al progetto eugenetico del Partito Nazista conosciuto col nome di "Programma T4", collaborando attivamente all'invio di bambini autistici all'ospedale Am Spiegelgrund a Vienna, dove vennero uccisi quasi 800 bambini.